# Це всього лиш кінець світу
«Це всього лиш кінець світу» (фр. Juste la fin du monde) — канадсько-французький драматичний фільм, знятий Ксав'є Доланом за однойменною п'єсою Жана-Люка Лагарса. У головних ролях — Гаспар Ульєль, Наталі Бай, Маріон Котіяр, Леа Сейду та Венсан Кассель. Світова прем'єра стрічки відбулась 19 травня 2016 року на Каннському кінофестивалі, а в Україні — 16 вересня 2016 року. Фільм розповідає про невиліковно хворого письменника, який навідається додому, щоб оголосити про свою майбутню смерть родині.
Фільм був висунутий Канадою на премію «Оскар» за найкращий фільм іноземною мовою.

## У ролях
- Гаспар Ульєль — Луї[5][6]
- Наталі Бай — мати
- Маріон Котіяр — Катеріна
- Леа Сейду — Сюзанна
- Венсан Кассель — Антуан

## Виробництво
У квітні 2015 року Ксав'є Долан оголосив про те, що зніматиме новий фільм «Це всього лиш кінець світу» за участю Гаспара Ульєля, Наталі Бай, Маріон Котіяр, Леа Сейду та Венсана Касселя. Зйомки фільму почались 26 травня 2015 року в Монреалі.

## Нагороди та номінації
| Список нагород та номінацій | Список нагород та номінацій | Список нагород та номінацій     | Список нагород та номінацій  | Список нагород та номінацій | Список нагород та номінацій |
| Кінопремія                  | Дата церемонії              | Категорія                       | Номінант(и)                  | Результат                   | Дж                          |
| --------------------------- | --------------------------- | ------------------------------- | ---------------------------- | --------------------------- | --------------------------- |
| Каннський кінофестиваль     | 22 травня 2016              | «Золота пальмова гілка»         | «Це всього лиш кінець світу» | Номінація                   |                             |
| Каннський кінофестиваль     | 22 травня 2016              | Гран-прі                        | «Це всього лиш кінець світу» | Перемога                    |                             |
| Премія «Люм'єр»             | 30 січня 2017               | Найкращий актор                 | Гаспар Ульєль                | Номінація                   | [ 9 ]                       |
| Премія «Люм'єр»             | 30 січня 2017               | Найкраща музика до фільму       | Габріель Яред                | Номінація                   | [ 9 ]                       |
| Премія «Люм'єр»             | 30 січня 2017               | Найкращий франкомовний фільм    | «Це всього лиш кінець світу» | Номінація                   | [ 9 ]                       |
| Премія «Сезар»              | 24 лютого 2017              | Найкраща режисерська робота     | Ксав'є Долан                 | Перемога                    | [ 10 ]                      |
| Премія «Сезар»              | 24 лютого 2017              | Найкращий актор                 | Гаспар Ульєль                | Перемога                    | [ 10 ]                      |
| Премія «Сезар»              | 24 лютого 2017              | Найкращий актор другого плану   | Венсан Кассель               | Номінація                   | [ 10 ]                      |
| Премія «Сезар»              | 24 лютого 2017              | Найкраща акторка другого плану  | Наталі Бай                   | Номінація                   | [ 10 ]                      |
| Премія «Сезар»              | 24 лютого 2017              | Найкращий монтаж                | Ксав'є Долан                 | Номінація                   | [ 10 ]                      |
| Премія «Сезар»              | 24 лютого 2017              | Найкращий фільм іноземною мовою | Ц«е всього лиш кінець світу» | Номінація                   | [ 10 ]                      |